# فضيحة ستورمي دانيلز - دونالد ترامب
فضيحة ستورمي دانيلز-دونالد ترامب هي فضيحة سياسية شملت الممثلة الإباحية ستورمي دانيلز من جهة ورجل الأعمال الأمريكي دونالد ترامب ومحاميه الشخصي مايكل كوهين من جهة أخرى. اندلعت الفضيحة لأول مرة في يناير 2018 ، عندما كشفت صحيفة وول ستريت جورنال أنه قبل فترة وجيزة من الانتخابات الرئاسية في الولايات المتحدة عام 2016 ، كانت دانيلز قد تقاضت 130 ألف دولار لتوقيعها اتفاقًا متعلق بعدم الإفصاح عن علاقة غرامية مع ترامب في عام 2006. وفي وقت لاحق، وقعت دانيلز بيانًا شهده محاميها بإنكار الدعاية أنها كانت في أي وقت مضى على علاقة غرامية مع دونالد ترامب.
في أغسطس 2018 ، أقر كوهين المحامي الشخصي السابق لترامب بتهمة انتهاك القانون الاتحادي وبأنه مذنب في ثماني تهم جنائية، بما في ذلك انتهاك تمويل الحملة ودفع دانييلز لعدم كشف معلومات ستضر بترامب. صرح تحت القسم أنه دفع لها «بالتنسيق مع المرشح لمنصب فيدرالي وبتوجيه منه». فيما رد ترامب ومحاميه رودي جولياني على ذلك التصريح بأن ترامب دفع ذلك المبلغ شخصياً للمحامي كوهين في عام 2017 ، ونفى علمه بمبلغ الذي دفعه محاميه الشخصي السابق للممثلة كي تلتزم الصمت وأنه لم يكن هناك أي أموال تتعلق بالحملة. حكم على كوهين بالسجن لمدة ثلاث سنوات في السجن الفيدرالي بتهم مختلفة.
رفعت دانييلز ثلاث دعاوى ضد ترامب وكوهين، بحجة أن اتفاق عدم إفشاء الأسرار باطل، وأنها حرة في مناقشة علاقتها بترامب علنا، لأنه لم يوقع على الاتفاق قط، وأنه قد تم التشهير بها، وأن كوهين تواطأ مع محاميها السابق مايكل أفيناتي ضد مصالحها عند التفاوض على الدفع. تم رفض الدعوى الأولى. تم الدعوى الثاني وبحلول مايو 2019 موضوع الاستئناف ؛ والثالث استقر في مايو 2019. حصل النزاع على تغطية إعلامية كبيرة ولفت الانتباه القانوني إلى تورط كوهين في هذه المسألة.